# Razítko

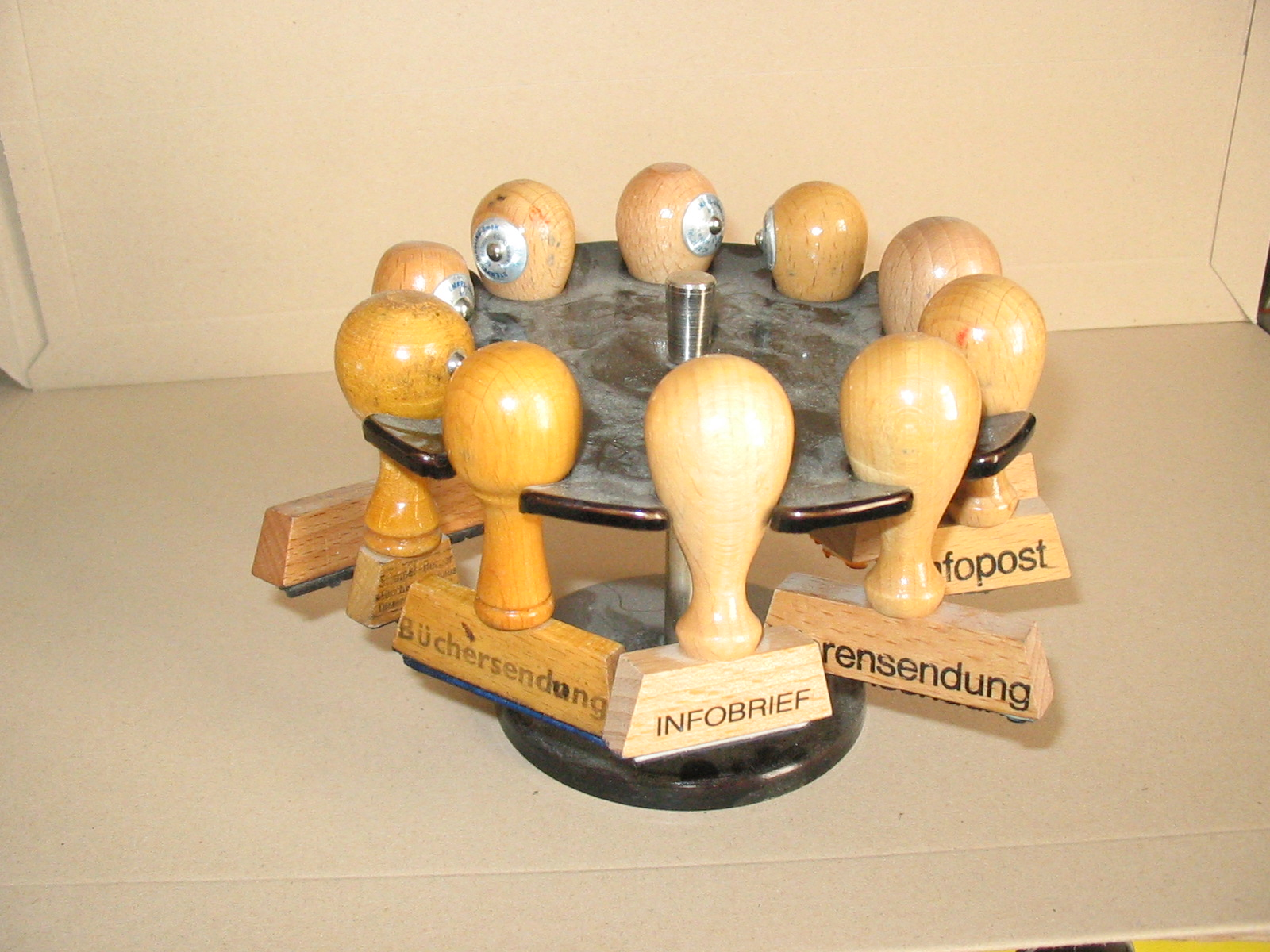
Stojan s razítky

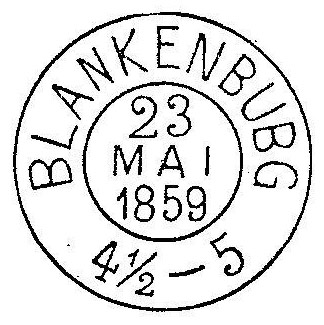
Otisk poštovního razítka

Razítko je malé značkovací zařízení, vytvářející jednobarevné či vícebarevné otisky nebo plastické průtisky, i otisk takového zařízení. Razítko slouží jednak jako kancelářská pomůcka usnadňující vkládání opakujících se textů či obrázků nebo jiných grafických prvků do dokumentu, ale také ve funkci dřívějších pečetí k označení pravosti a autenticity listiny nebo k potvrzení a vyznačení úkonu, který je s otištěním razítka spojen. Nejčastěji se razítko otiskuje na papír. V přeneseném smyslu se termín užívá také pro digitální značku. Slovem razítko se také označuje i samotný otisk razítka, tedy razítkem otištěný obraz.

## Technické provedení
Vlastní pracovní část razítek tvoří gumové nebo polymerové štočky, na kterých je (nejčastěji leptáním – tvrzením polymeru, nověji gravírováním do gumy nebo také razítka jejichž štočky jsou vyrobeny flash technologií) umístěn text či jiné grafické prvky, avšak zrcadlově oproti požadovanému otisku. Štoček je připevněn k tělu razítka tvořícímu rukojeť, která umožňuje pevné uchopení razítka sevřenou dlaní.
Tradiční razítka měla dřevěnou rukojeť, nejčastěji vyrobenou z kvalitního dubového či smrkového dřeva, v současné době se častěji používají plasty, které jsou snadno omyvatelné v případné potřísnění razítkovací barvou, některá razítka mají i kovové tělo.
Externími potřebami ke klasickému razítku jsou polštářek a razítková barva.

## Typy razítek

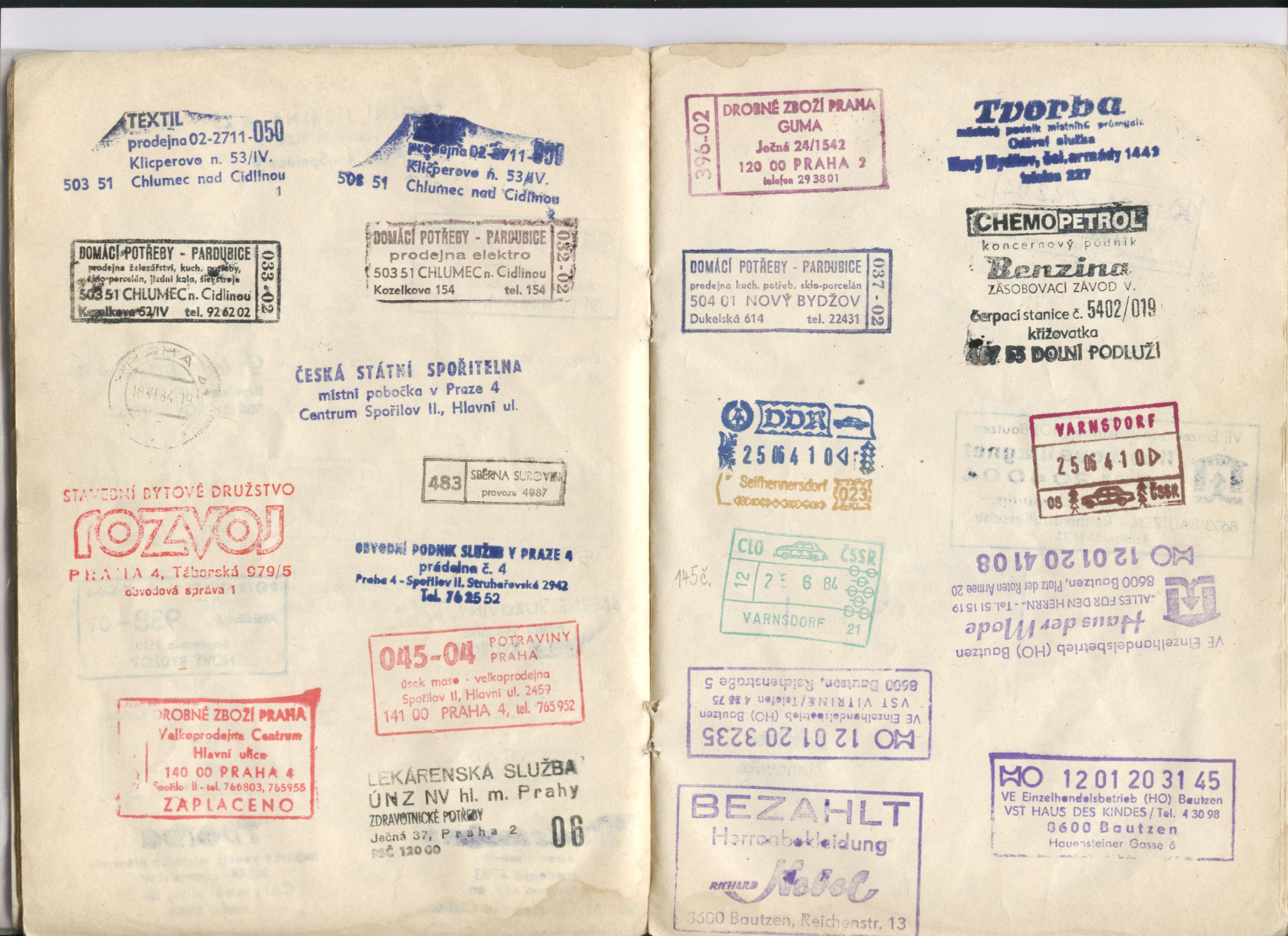
Otisky razítek z Čech a východního Německa (1984)

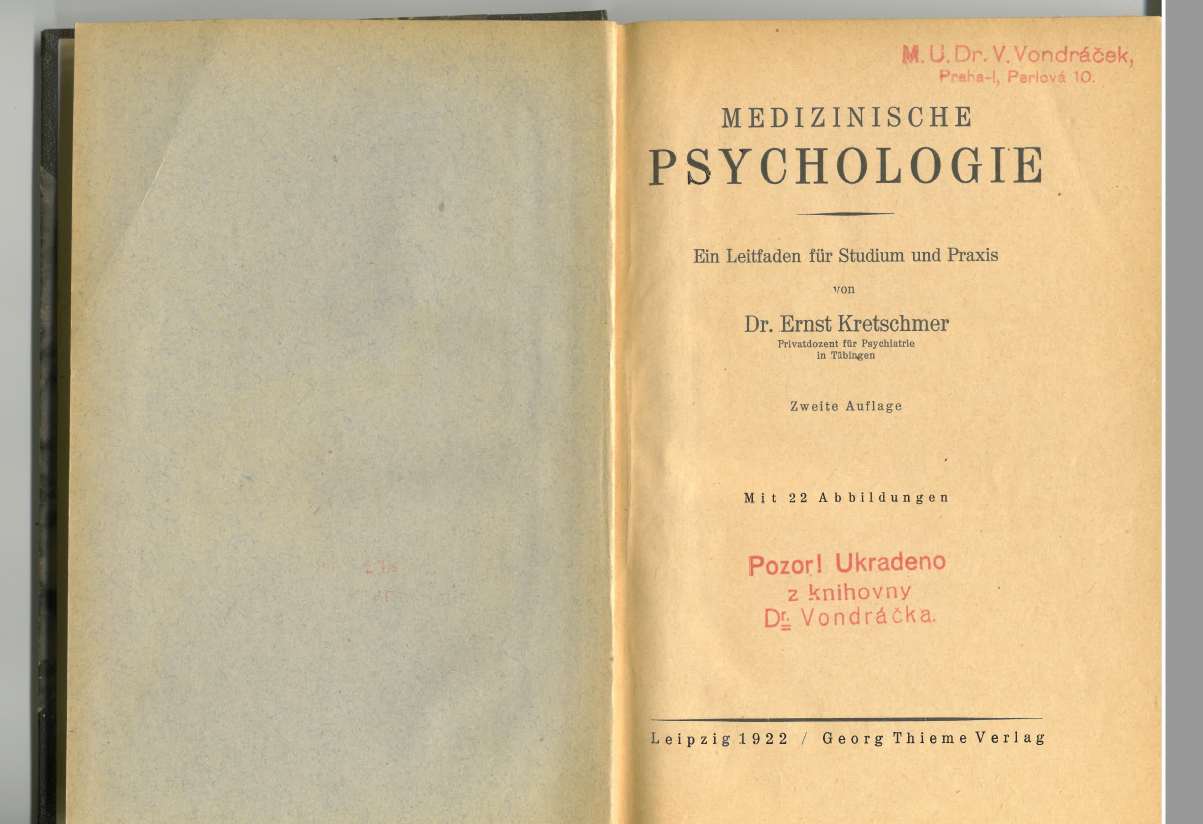
Osobní razítko s textem „Pozor! Ukradeno z knihovny Dr. Vondráčka.“

### Z hlediska nastavitelnosti obsahu otisku
- razítka se statickým obsahem (text, obrázek, případně orámování)
- razítka s proměnným ručně nastavitelným obsahem: typicky datové razítko (datumka) nebo číslovací razítko s oběžnými gumovými pásy
- razítka sestavitelná: štočky jednotlivých prvků (např. písmen) se vkládají do kolejniček po vzoru klasické tiskařské sazby. V České republice známé především z dětských písmenkových tiskárniček.
- razítka kombinující statický a proměnný obsah, typicky poštovní razítko s proměnným datem a časem
- paginovací – k průběžnému mechanickému automatickému číslování. Pagina = stránka
- elektronická – malé digitální tiskárny, tisknou text, aktuální datum a čas, číslo…
- razítkovací stroje, např. frankotypy, označovací strojky, odbavovací strojky, pokladní nebo počítací stroje atd.

### Podle tvaru otisku
- čtyřúhelníková
- kulatá (tradiční označení pro razítka s kruhovým tvarem)
- eliptická
- jiných tvarů

### Podle technologie tisku
- klasická, využívající externí polštářek a nejčastěji dřevěnou rukojeť
- samobarvicí, s vestavěným polštářkem a mechanizmem pro samočinné otáčení textové desky. V klidu je textová deska otočena tak, že se dotýká polštářku, čímž se na ni nanese razítková barva pro další otisk. Vyměnitelný polštářek je obvykle vícevrstvý pro lepší kvalitu otisku a je napuštěn nevysychající razítkovou barvou. Samobarvicí princip využívají i paginovací razítka.
  - jednobarevná/vícebarevná
- předbarvená, jejichž textová deska je přímo napuštěna razítkovou barvou. Jejich slabinou je zejména nemožnost datového otisku a malá životnost.
- flash razítka, vyráběná fotocestou, polštářek s barvou poskytuje až 20000 velice kvalitních otisků a poté lze barvu jednoduše doplnit, k dispozici jsou i flash razítka s datumkou (EOS Colop)
- elektronická, využívající například ink-jet technologii
- slepotisková (reliéfní), kdy papír je mechanicky prolisován. Tento typ nejlépe nahrazuje původní pečeť. Složitost výroby a trojrozměrný otisk zaručují vyšší ochranu takového dokumentu proti padělání. Někdy je slepotisk kombinován s barevným otiskem.

## Výrobci
Výrobce lze rozdělit na výrobce razítkových strojků (Colop, Trodat, Shiny) a výrobce razítkových štočků (textových desek). Mezi největší výrobce razítek (textových desek) v ČR patří firma Razítka Sedin, jež od roku 1990 vyrobila více než 3 miliony razítek.

## Užití, podoba a obsah otisku
Razítka se používají například v těchto funkcích:
- jako prostá pomůcka k psaní opakovaného textu nebo vložení opakovaného obrázku
- jako obdoba či doplněk podpisu, zejména právnických osob nebo jejich složek: buď slouží jen jako usnadňující pomůcka (nahrazují opakované opisování), nebo zároveň i jako neoficiální autentizační prostředek
- úřední razítko jako autentizační prostředek pro veřejné listiny
- k rozlišovacímu označení výrobků nebo materiálu, například vyznačení druhu, šarže, data výroby či spotřeby atd. Kromě značení na papírových štítcích či plastovém obalu jsou razítkována například vejce na skořápce, dřevní kulatina v řezu atd.
- kromě rozlišení může razítko dokládat i provedení kontroly nebo uskutečnění určité fáze zpracování, přijetí nebo odeslání dokumentu atd. Speciálním případem je poštovní razítko.
- k potvrzení a vyznačení provedené kontroly: například razítko pasové kontroly, razítko průvodčího na jízdenku,
- k potvrzení přítomnosti na určitém místě, například turistická razítka na turisticky zajímavých místech, na stanovištích organizovaných hromadných turistických pochodů atd.
- ke znehodnocení jednorázově použitelné ceniny, poukázky atd., např. poštovní známky, jízdenky, kolkové známky atd., popřípadě ke znehodnocení vzorku (razítko Specimen).

Razítka podnikatelů a jiných neúředních osob nemají z právního hlediska žádný speciální význam. Obecně razítko nemá platnost podpisu, podnikatel není povinen razítko mít a používat a otisk razítka nemá explicitně žádnou právní váhu, byť jeho používání může mít praktický význam jakožto vžitý úzus. Občanský ani obchodní zákoník se o razítku vůbec nezmiňují, ačkoliv například podpisem se občanský zákoník zabývá, živnostenský zákoník se zabývá jen úředními razítky. Občanský zákoník pouze v souvislosti s písemnými právními úkony zmiňuje, že „podpis může být nahrazen mechanickými prostředky v případech, kdy je to obvyklé“.
Existenci razítka právnické osoby předpokládá například správní řád v ustanovení § 21 odst. 4, podle něhož zásilku neurčenou do vlastních rukou může převzít ten, kdo potvrdí příjem razítkem adresáta-právnické osoby, avšak vzhledem k tomu, že totéž oprávnění má i široký okruh dalších fyzických osob, nelze tuto možnost brát jako povinnost ani jako omezení. Na formuláři daňového přiznání a dalších daňových formulářích je předtištěná kolonka „podpis a otisk razítka plátce“, ale v zákoně nemá požadavek otisku razítka žádnou oporu. Závazné je pouze použití předepsaného tiskopisu a vyplnění předepsaných údajů, přičemž otisk razítka není údaj.
Mezi základní a nejběžnější údaje na razítkách podniků patří název podnikatelského subjektu, jeho sídlo či adresa provozovny a IČO a DIČ. Dalšími užitečnými prvky mohou být telefonní číslo, e-mailová adresa, URL adresa webové prezentace, provozní hodiny, bankovní spojení, logo firmy, předmět činnosti firmy, pořadové číslo identifikující konkrétní razítko, název organizační složky nebo jméno či funkce pracovníka, případně i QR kód.